# 今井利彦
今井 利彦（いまい としひこ、1959年3月22日 - ）は、日本の実業家。南総通運社長。千葉県東金市出身。

## 経歴
- 1982年:流通経済大学経済学部卒業
- 1982年:日本通運株式会社 入社
- 2002年:同社 東京ペリカン・アロー支店 次長[2]
- 2004年:同社 埼玉支店 次長
- 2005年:南総通運株式会社 入社(取締役常務執行役員,茂原支店長)
- 2012年:同社 取締役常務執行役員(管理本部長)
- 2013年:同社 専務取締役(管理本部長)
- 2015年:同社 取締役副社長(管理本部長)
- 2017年:同社 代表取締役 社長(現在に至る)
- 2018年:協同組合全国地区通運協会 理事
- 2022年:協同組合全国地区通運協会 副理事長(現在に至る)[3]